# Рассвет (Исетский район)
Рассвет — село в Исетском районе Тюменской области. Административный центр и единственный населённый пункт Рассветовского сельского поселения.

## История
В 1963 году указом Президиума Верховного Совета РСФСР село Скородум переименовано в Рассвет.

## Население
| 2010  | 2012  | 2013  | 2014  | 2015  | 2016  | 2017  |
| ----- | ----- | ----- | ----- | ----- | ----- | ----- |
| 1068  | ↘1033 | ↘1011 | ↗1050 | ↗1052 | ↗1063 | ↘1055 |
| 2018  | 2019  | 2020  | 2021  |       |       |       |
| ↗1064 | ↘1057 | ↘1037 | ↘959  |       |       |       |

Согласно результатам переписи 2002 года, в национальной структуре населения русские составляли 91 % из 1131 чел.